# 葉雨庵
葉雨庵（1855年—1935年），浙江寧波鎮海庄市人，中國商人，早年跟族兄葉澄衷在上海一帶經商。清朝光緒三十年，任葉天德號經理。為葉澄衷創辦順記洋雜貨號打理生意，涉足葉氏的地產、沙船、錢莊業務，遊走天津、瀋陽、漢口等地。1899年葉澄衷之後，協助葉貽釗、葉貽銓等管理葉氏企業。
葉雨庵是葉庚年之父親，葉謀遵博士之祖父，香港特別行政區行政會議葉維義之曾祖父。

## 外部參考
- 葉庚年祖先：葉雨庵